# Дискография Nirvana
Дискография американской гранж-группы Nirvana включает 3 студийных альбома, 5 концертных альбомов, 4 сборников, 8 бокс-сетов, 2 мини-альбома, 23 сингла (11 основных релизов, 9 промосинглов и 3 сплит-сингла) и 8 видеоальбомов.
Группа была создана в 1987 году вокалистом и гитаристом Куртом Кобейном вместе с басистом Кристом Новоселичем. За время её существования в Nirvana сменилось множество барабанщиков, однако дольше всех в составе оставался Дэйв Грол, который присоединился к коллективу в 1990 году.
В 1989 году был выпущен дебютный студийный альбом Bleach на лейбле Sub Pop. Изначально альбом не попал в чарты, но получил положительные отзывы критиков. После последовавшего успеха второй пластинки группы, Bleach достиг 89-го места в альбомном чарте США и 33-го места в чарте Великобритании. Вскоре Nirvana заключила контракт с лейблом DGC Records и в 1991 издала свой второй студийный альбом Nevermind. Видеоклип на песню «Smells Like Teen Spirit», попавший в ротацию MTV, способствовал продвижению альбома, а сама композиция стала хитом группы. Nevermind имел коммерческий успех и впервые возглавил чарт Billboard 200. Альбом получил бриллиантовую сертификацию от Американской ассоциации звукозаписывающих компаний (RIAA) и был продан тиражом более 30 миллионов копий по всему миру. Nevermind был включён в Библиотеку Конгресса как «культурно значимая запись». В 1993 году вышел третий студийный альбом In Utero. Этот альбом стал последним релизом группы, выпущенным незадолго до самоубийства Курта Кобейна в 1994 году. In Utero отличался более мрачным и сырым звучанием по сравнению с предыдущим диском, но сумел занять высшую позицию в американских и британских чартах. Наиболее успешными синглами из альбома стали «Heart-Shaped Box» и «All Apologies». Альбом получил 6-кратный платиновый сертификат в США, а мировые продажи составили 15 миллионов копий.
После смерти Кобейна оставшиеся участники группы выпустили в 1994 году концертный альбом MTV Unplugged in New York, записанный годом ранее на телевизионном акустическом концерте MTV Unplugged. Пластинка впоследствии была отмечена премией «Грэмми» за «Лучший альтернативный альбом» в 1996 году. Позже были выпущены другие концертные альбомы, как From the Muddy Banks of the Wishkah (1996) и Live at Reading (2009). В 2002 году вышел одноимённый сборник лучших хитов, который включал в себя треки из трёх основных альбомов и концертного альбома MTV Unplugged in New York, а также ранее не издававшуюся песню «You Know You’re Right», ставшую последней студийной работой группы. Через два года последовал выпуск бокс-сета With the Lights Out, содержавшего ранее не издававшиеся композиции, демозаписи, репетиционные и концертные записи. В 2009 году в честь 20-летия альбома Bleach было выпущено переиздание, которое содержало как песни из оригинального альбома, так и бонусные материалы. Вскоре последовали аналогичные юбилейные переиздания альбомов Nevermind (2011 и 2021) и In Utero (2013 и 2023), каждый из которых был дополнен редкими песнями, би-сайдами, неизданными и концертными записями.
Группа Nirvana считается одной из самых успешных и продаваемых музыкальных групп в истории с общим число продаж в 75 миллионов записей по всему миру. По версии журнала Rolling Stone, Nirvana занимает 30-е место в списке «100 величайших исполнителей», а три альбома группы попали в рейтинг «500 величайших альбомов всех времён»: MTV Unplugged in New York (279-е место), In Utero (173-е место) и Nevermind (6-е место). В 2023 году Nirvana была удостоена премии «Грэмми» за выдающийся вклад в области музыки.

## Студийные альбомы
| Год                                                          | Детали альбома                                                                      | Высшая позиция в чартах | Высшая позиция в чартах | Высшая позиция в чартах | Высшая позиция в чартах | Высшая позиция в чартах | Высшая позиция в чартах | Высшая позиция в чартах | Высшая позиция в чартах | Высшая позиция в чартах | Высшая позиция в чартах | Высшая позиция в чартах | Высшая позиция в чартах | Высшая позиция в чартах | Высшая позиция в чартах | Высшая позиция в чартах | Высшая позиция в чартах | Высшая позиция в чартах | Высшая позиция в чартах | Высшая позиция в чартах | Высшая позиция в чартах | Сертификация (пороги продаж) | П      |
| Год                                                          | Детали альбома                                                                      | US                      | GB                      | AU                      | AT                      | HU                      | DE                      | IE                      | IT                      | CA                      | NL                      | NZ                      | NO                      | PT                      | FI                      | FR                      | CH                      | SE                      | JP                      | VL                      | WA                      | Сертификация (пороги продаж) | П      |
| ------------------------------------------------------------ | ----------------------------------------------------------------------------------- | ----------------------- | ----------------------- | ----------------------- | ----------------------- | ----------------------- | ----------------------- | ----------------------- | ----------------------- | ----------------------- | ----------------------- | ----------------------- | ----------------------- | ----------------------- | ----------------------- | ----------------------- | ----------------------- | ----------------------- | ----------------------- | ----------------------- | ----------------------- | --- | ------ |
| 1989                                                         | Bleach Детали - Дата выпуска: 15 июня 1989 - Лейбл: Sub Pop - Формат: CD, MC, LP    | 89                      | 33                      | 34                      | 26                      | —                       | 24                      | —                       | —                       | —                       | —                       | 30                      | —                       | —                       | 22                      | —                       | —                       | —                       | 46                      | —                       | 23 [A]                  | Список - ARIA: Платиновый - BPI: Платиновый - MC: Золотой - RIAA: Платиновый - SNEP: 2xЗолотой | [ 52 ] |
| 1991                                                         | Nevermind Детали - Дата выпуска: 24 сентября 1991 - Лейбл: DGC - Формат: CD, MC, LP | 1                       | 5                       | 2                       | 2                       | 12                      | 3                       | 5                       | 10                      | 1                       | 3                       | 2                       | 2                       | 1                       | 1                       | 1                       | 2                       | 1                       | 24                      | 35 [A]                  | 57 [A]                  | Список - ARIA: 5×Платиновый - IFPI Austria: Платиновый - BRMA: 8xПлатиновый - PMB: Платиновый - BPI: 9хПлатиновый - IFPI Danmark: 6xПлатиновый - BVMI: 2xПлатиновый - PROMUSICAE: Платиновый - FIMI: 4xПлатиновый - MC: Бриллиантовый - AMPROFON: 2хЗолотой - NVPI: Платиновый - RIANZ: 7×Платиновый - AFP: Платиновый - RIAA: Бриллиантовый (13×Платиновый) - Musiikkituottajat: Золотой - SNEP: Бриллиантовый - IFPI: Платиновый - GLF: 2xПлатиновый - RIAJ: 3x Платиновый | [ 69 ] |
| 1993                                                         | In Utero Детали - Дата выпуска: 21 сентября 1993 - Лейбл: DGC - Формат: CD, MC, LP  | 1                       | 1                       | 2                       | 8                       | 40                      | 14                      | 34                      | 14                      | 3                       | 4                       | 3                       | 7                       | 3                       | 6                       | 2                       | 16                      | 1                       | 13                      | —                       | 47 [A]                  | Список - ARIA: 2×Платиновый - IFPI Austria: Золотой - BRMA: Платиновый - PMB: Золотой - BPI: 3хПлатиновый - BVMI: Золотой - PROMUSICAE: Золотой - FIMI: Платиновый - MC: 6×Платиновый - AMPROFON: Золотой - NVPI: Золотой - RIANZ: Платиновый - : Золотой - AFP: Золотой - RIAA: 6×Платиновый - SNEP: Платиновый - GLF: Золотой - RIAJ: Платиновый | [ 77 ] |
| «—» обозначает, что альбом не попал в хит-парад этой страны. |                                                                                     |                         |                         |                         |                         |                         |                         |                         |                         |                         |                         |                         |                         |                         |                         |                         |                         |                         |                         |                         |                         | |        |

- A↑ ↑ ↑ ↑ Позиция альбома в 1995 году.

## Концертные альбомы
| Год                                                          | Детали альбома                                                                                              | Высшая позиция в чартах | Высшая позиция в чартах | Высшая позиция в чартах | Высшая позиция в чартах | Высшая позиция в чартах | Высшая позиция в чартах | Высшая позиция в чартах | Высшая позиция в чартах | Высшая позиция в чартах | Высшая позиция в чартах | Высшая позиция в чартах | Высшая позиция в чартах | Высшая позиция в чартах | Высшая позиция в чартах | Высшая позиция в чартах | Высшая позиция в чартах | Высшая позиция в чартах | Высшая позиция в чартах | Высшая позиция в чартах | Высшая позиция в чартах | Сертификация (пороги продаж) | П      |
| Год                                                          | Детали альбома                                                                                              | US                      | GB                      | AU                      | AT                      | HU                      | DE                      | IE                      | IT                      | CA                      | NL                      | NZ                      | NO                      | PT                      | FI                      | FR                      | CH                      | SE                      | JP                      | VL                      | WA                      | Сертификация (пороги продаж) | П      |
| ------------------------------------------------------------ | --- | ----------------------- | ----------------------- | ----------------------- | ----------------------- | ----------------------- | ----------------------- | ----------------------- | ----------------------- | ----------------------- | ----------------------- | ----------------------- | ----------------------- | ----------------------- | ----------------------- | ----------------------- | ----------------------- | ----------------------- | ----------------------- | ----------------------- | ----------------------- | --- | ------ |
| 1994                                                         | MTV Unplugged in New York Детали - Дата выпуска: 1 ноября 1994 - Лейбл: DGC - Формат: CD, MC, LP            | 1                       | 1                       | 1                       | 1                       | 9                       | 6                       | 1                       | 6                       | 1                       | 2                       | 1                       | 6                       | 1                       | 3                       | 1                       | 3                       | 2                       | 20                      | 3                       | 6                       | Список - ARIA: 5xПлатиновый - IFPI Austria: 2xПлатиновый - BRMA: 3xПлатиновый - PMB: Платиновый - BPI: 3xПлатиновый - BVMI: Золотой - PROMUSICAE: 2xПлатиновый - FIMI: Платиновый - MC: 9xПлатиновый - AMPROFON: Золотой - NVPI: Платиновый - RIANZ: 2xПлатиновый - : Платиновый - AFP: Золотой - RIAA: 8xПлатиновый - Musiikkituottajat: Золотой - SNEP: 2xПлатиновый - IFPI: 2xПлатиновый - GLF: Платиновый - RIAJ: Платиновый | [ 83 ] |
| 1996                                                         | From the Muddy Banks of the Wishkah Детали - Дата выпуска: 1 октября 1996 - Лейбл: DGC - Формат: CD, MC, LP | 1                       | 4                       | 1                       | 3                       | 4                       | 38                      | 7                       | 14                      | 1                       | 14                      | 2                       | 8                       | 1                       | 2                       | 1                       | 9                       | 6                       | 12                      | 10                      | 4                       | Список - ARIA: Платиновый - IFPI Austria: Золотой - BRMA: Золотой - BPI: Золотой - PROMUSICAE: Золотой - MC: 2xПлатиновый - RIANZ: Платиновый - RIAA: Платиновый - SNEP: 2xЗолотой - RIAJ: Золотой | [ 88 ] |
| 2009                                                         | Live at Reading Детали - Дата выпуска: 3 ноября 2009 - Лейбл: DGC - Формат: CD, CD+DVD, 2xLP                | 37                      | 32                      | —                       | 28                      | —                       | 66                      | 43                      | 53                      | 17                      | 64                      | 33                      | 28                      | —                       | —                       | 17                      | 97                      | —                       | 7                       | 71                      | 79                      | Список - ARIA: Золотой - BPI: Серебро | [ 91 ] |
| 2019                                                         | Live at the Paramount Детали - Дата выпуска: 12 апреля 2019 - Лейбл: DGC - Формат: 2xLP                     | —                       | —                       | —                       | —                       | —                       | 99                      | —                       | —                       | —                       | —                       | —                       | —                       | —                       | —                       | —                       | —                       | —                       | —                       | 70                      | 107                     | | [ 92 ] |
| 2019                                                         | Live and Loud Детали - Дата выпуска: 29 августа 2019 - Лейбл: DGC - Формат: 2xLP                            | —                       | —                       | —                       | —                       | —                       | —                       | —                       | —                       | —                       | —                       | —                       | —                       | —                       | —                       | —                       | —                       | —                       | —                       | —                       | 174                     | | [ 93 ] |
| «—» обозначает, что альбом не попал в хит-парад этой страны. | |                         |                         |                         |                         |                         |                         |                         |                         |                         |                         |                         |                         |                         |                         |                         |                         |                         |                         |                         |                         | |        |

## Сборники
| Год                                                          | Детали альбома | Высшая позиция в чартах | Высшая позиция в чартах | Высшая позиция в чартах | Высшая позиция в чартах | Высшая позиция в чартах | Высшая позиция в чартах | Высшая позиция в чартах | Высшая позиция в чартах | Высшая позиция в чартах | Высшая позиция в чартах | Высшая позиция в чартах | Высшая позиция в чартах | Высшая позиция в чартах | Высшая позиция в чартах | Высшая позиция в чартах | Высшая позиция в чартах | Высшая позиция в чартах | Высшая позиция в чартах | Высшая позиция в чартах | Сертификация (пороги продаж) | П       |
| Год                                                          | Детали альбома | US                      | GB                      | AU                      | AT                      | DE                      | IE                      | IT                      | CA                      | NL                      | NZ                      | NO                      | PT                      | FI                      | FR                      | CH                      | SE                      | JP                      | VL                      | WA                      | Сертификация (пороги продаж) | П       |
| ------------------------------------------------------------ | --- | ----------------------- | ----------------------- | ----------------------- | ----------------------- | ----------------------- | ----------------------- | ----------------------- | ----------------------- | ----------------------- | ----------------------- | ----------------------- | ----------------------- | ----------------------- | ----------------------- | ----------------------- | ----------------------- | ----------------------- | ----------------------- | ----------------------- | --- | ------- |
| 1992                                                         | IncesticideДетали - Дата выпуска: 15 декабря 1992 - Лейблы: Sub Pop; DGC - Формат: CD, MC, LP                         | 39                      | 14                      | 22                      | 10                      | 40                      | —                       | —                       | 21                      | 31                      | 23                      | —                       | —                       | 16                      | 28                      | 18                      | 27                      | 50                      | —                       | —                       | Список - ARIA: Золотой - BPI: Платиновый - MC: 2xПлатиновый - RIAA: Платиновый - SNEP: Золотой | [ 95 ]  |
| 2002                                                         | Nirvana Детали - Дата выпуска: 29 октября 2002 - Лейблы: DGC, Geffen Records - Формат: CD, MC, LP                     | 3                       | 3                       | 1                       | 1                       | 5                       | 2                       | 6                       | 2                       | 12                      | 2                       | 5                       | 3                       | 9                       | 2                       | 2                       | 10                      | 6                       | 2                       | 4                       | Список - ARIA: 6xПлатиновый - IFPI Austria: Платиновый - BRMA: Платиновый - PMB: Платиновый - BPI: 4xПлатиновый - BVMI: 3xЗолотой - PROMUSICAE: Золотой - FIMI: Платиновый - AMPROFON: Золотой - RIANZ: 3xПлатиновый - : Платиновый - RIAA: Платиновый - Musiikkituottajat: Золотой - SNEP: Золотой - IFPI: Платиновый - GLF: Золотой - RIAJ: Платиновый | [ 100 ] |
| 2005                                                         | Sliver: The Best of the BoxДетали - Дата выпуска: 1 ноября 2005 - Лейблы: DGC, Geffen Records, Universal - Формат: CD | 21                      | 56                      | 95                      | 26                      | 97                      | —                       | 40                      | —                       | —                       | —                       | —                       | —                       | —                       | —                       | 87                      | —                       | 33                      | —                       | —                       | Список - ARIA: Золотой - BPI: Серебро - SNEP: Золотой | [ 102 ] |
| 2010                                                         | IconДетали - Дата выпуска: 31 августа 2010 - Лейблы: Geffen Records, Universal - Формат: CD                           | —                       | —                       | —                       | —                       | —                       | —                       | —                       | —                       | —                       | —                       | —                       | —                       | —                       | —                       | —                       | —                       | —                       | —                       | —                       | Список - MC: Золотой | [ 103 ] |
| «—» обозначает, что альбом не попал в хит-парад этой страны. | |                         |                         |                         |                         |                         |                         |                         |                         |                         |                         |                         |                         |                         |                         |                         |                         |                         |                         |                         | |         |

## Бокс-сеты
| Год                                                          | Детали альбома | Высшая позиция в чартах | Высшая позиция в чартах | Высшая позиция в чартах | Высшая позиция в чартах | Высшая позиция в чартах | Высшая позиция в чартах | Высшая позиция в чартах | Высшая позиция в чартах | Высшая позиция в чартах | Высшая позиция в чартах | Высшая позиция в чартах | Высшая позиция в чартах | Высшая позиция в чартах | Высшая позиция в чартах | Высшая позиция в чартах | Сертификация (пороги продаж)             | П               |
| Год                                                          | Детали альбома | US                      | GB                      | AT                      | DE                      | IE                      | IT                      | CA                      | NL                      | NZ                      | NO                      | FR                      | CH                      | JP                      | VL                      | WA                      | Сертификация (пороги продаж)             | П               |
| ------------------------------------------------------------ | --- | ----------------------- | ----------------------- | ----------------------- | ----------------------- | ----------------------- | ----------------------- | ----------------------- | ----------------------- | ----------------------- | ----------------------- | ----------------------- | ----------------------- | ----------------------- | ----------------------- | ----------------------- | ---------------------------------------- | --------------- |
| 1995                                                         | SinglesДетали - Дата выпуска: декабрь 1995 - Лейблы: DGC, Geffen Records - Формат: 6×CD box set                                                                     | —                       | 101                     | —                       | —                       | —                       | —                       | —                       | —                       | —                       | —                       | 17                      | —                       | —                       | —                       | —                       |                                          | [ 105 ]         |
| 1999                                                         | In Utero / NevermindДетали - Дата выпуска: 1999 - Лейбл: Universal - Формат: 2xCD                                                                                   | —                       | —                       | —                       | —                       | —                       | —                       | —                       | —                       | —                       | —                       | —                       | —                       | —                       | —                       | —                       |                                          | [ 106 ]         |
| 2004                                                         | With the Lights OutДетали - Дата выпуска: 23 ноября 2004 - Лейбл: DGC - Формат: 3×CD+DVD box set                                                                    | 19                      | 56                      | 34                      | 48                      | 23                      | 21                      | 10                      | 65                      | 39                      | 31                      | 20                      | 28                      | 16                      | 21                      | 25                      | Список - BPI: Серебро - RIAA: Платиновый | [ 108 ]         |
| 2011                                                         | Nevermind (20th Anniversary Super Deluxe Edition)Детали - Дата выпуска: 19 сентября 2011 - Лейблы: DGC, Sub Pop - Формат: 4xCD+1DVD                                 | 131                     | —                       | —                       | —                       | —                       | —                       | —                       | —                       | —                       | —                       | —                       | —                       | 26                      | —                       | —                       |                                          | [ 109 ]         |
| 2011                                                         | Nevermind — The SinglesДетали - Дата выпуска: 25 ноября 2011 - Лейблы: DGC, Sub Pop, UMe - Формат: 4 x 10" vinyl box set                                            | —                       | —                       | —                       | —                       | —                       | —                       | —                       | —                       | —                       | —                       | —                       | —                       | —                       | —                       | —                       |                                          | [ 110 ]         |
| 2013                                                         | In Utero (20th Anniversary Super Deluxe Edition)Детали - Дата выпуска: 24 сентября 2013 - Лейблы: DGC - Формат: 3xCD + DVD box set                                  | 112                     | —                       | —                       | —                       | —                       | —                       | —                       | —                       | —                       | —                       | —                       | —                       | 40                      | —                       | —                       |                                          | [ 111 ] [ 112 ] |
| 2021                                                         | Nevermind (30th Anniversary Super Deluxe Edition)Детали - Дата выпуска: 12 ноября 2021 - Лейблы: DGC, Sub Pop - Формат: 5xCD + DVD box set                          | —                       | —                       | —                       | —                       | —                       | —                       | —                       | —                       | —                       | —                       | —                       | —                       | —                       | —                       | —                       |                                          | [ 113 ] [ 114 ] |
| 2023                                                         | In Utero (30th Anniversary Super Deluxe Edition)Детали - Дата выпуска: 27 октября 2023 - Лейблы: DGC, Geffen Records - Формат: 5xCD, 8xLP, 1 LP + 10" vinyl box set | —                       | —                       | —                       | —                       | —                       | —                       | —                       | —                       | —                       | —                       | —                       | —                       | —                       | —                       | —                       |                                          | [ 115 ]         |
| «—» обозначает, что альбом не попал в хит-парад этой страны. | |                         |                         |                         |                         |                         |                         |                         |                         |                         |                         |                         |                         |                         |                         |                         |                                          |                 |

## Переиздание
| Год                                                          | Детали альбома | Высшая позиция в чартах | Высшая позиция в чартах | Высшая позиция в чартах | Высшая позиция в чартах | Высшая позиция в чартах | Высшая позиция в чартах | Высшая позиция в чартах | Высшая позиция в чартах | Высшая позиция в чартах | Высшая позиция в чартах | Высшая позиция в чартах | П       |
| Год                                                          | Детали альбома | GB                      | AT                      | DE                      | IT                      | NZ                      | PT                      | FI                      | FR                      | JP                      | VL                      | WA                      | П       |
| ------------------------------------------------------------ | --- | ----------------------- | ----------------------- | ----------------------- | ----------------------- | ----------------------- | ----------------------- | ----------------------- | ----------------------- | ----------------------- | ----------------------- | ----------------------- | ------- |
| 2009                                                         | Bleach (20th Anniversary Edition)Детали - Дата выпуска: 3 ноября 2009 - Лейбл: Sub Pop - Формат: CD, LP                        | 127                     | —                       | —                       | —                       | —                       | —                       | —                       | —                       | —                       | 100                     | —                       | [ 121 ] |
| 2011                                                         | Nevermind (20th Anniversary Edition)Детали - Дата выпуска: 27 сентября 2011 - Лейблы: DGC, Sub Pop, Universal - Формат: CD, LP | 127                     | —                       | —                       | 22                      | —                       | 1                       | —                       | 5                       | —                       | 14                      | 7                       | [ 122 ] |
| 2013                                                         | In Utero (20th Anniversary Edition)Детали - Дата выпуска: 24 сентября 2013 - Лейблы: DGC, Geffen Records - Формат: CD, LP      | —                       | —                       | —                       | 30                      | —                       | 8                       | —                       | —                       | —                       | 27                      | 21                      | [ 123 ] |
| 2021                                                         | Nevermind (30th Anniversary Edition)Детали - Дата выпуска: 12 ноября 2021 - Лейблы: DGC, Universal - Формат: CD, LP            | 58                      | 22                      | 68                      | 60                      | 47                      | —                       | 4                       | —                       | 41                      | —                       | —                       | [ 124 ] |
| 2023                                                         | In Utero (30th Anniversary Edition)Детали - Дата выпуска: 27 октября 2023 - Лейблы: DGC, Geffen Records - Формат: CD, LP       | —                       | —                       | —                       | —                       | —                       | 124                     | 6                       | —                       | —                       | 43                      | 10                      | [ 125 ] |
| «—» обозначает, что альбом не попал в хит-парад этой страны. | |                         |                         |                         |                         |                         |                         |                         |                         |                         |                         |                         |         |

## Мини-альбомы
| Год                                                          | Детали альбома                                                                    | Высшая позиция в чартах | Высшая позиция в чартах | Высшая позиция в чартах | П       |
| Год                                                          | Детали альбома                                                                    | GB                      | AU                      | JP                      | П       |
| ------------------------------------------------------------ | --------------------------------------------------------------------------------- | ----------------------- | ----------------------- | ----------------------- | ------- |
| 1989                                                         | BlewДетали - Дата выпуска: декабрь 1989 - Лейбл: Tupelo - Формат: CD, LP          | 15                      | —                       | —                       | [ 127 ] |
| 1992                                                         | HormoaningДетали - Дата выпуска: 5 февраля 1992 - Лейбл: DGC - Формат: CD, MC, LP | —                       | 2                       | 67                      | [ 128 ] |
| «—» обозначает, что альбом не попал в хит-парад этой страны. |                                                                                   |                         |                         |                         |         |

## Синглы

### Основной релиз
| Год                                                         | Сингл                       | Высшая позиция в чартах | Высшая позиция в чартах | Высшая позиция в чартах | Высшая позиция в чартах | Высшая позиция в чартах | Высшая позиция в чартах | Высшая позиция в чартах | Высшая позиция в чартах | Высшая позиция в чартах | Высшая позиция в чартах | Высшая позиция в чартах | Высшая позиция в чартах | Высшая позиция в чартах | Высшая позиция в чартах | Высшая позиция в чартах | Высшая позиция в чартах | Высшая позиция в чартах | Высшая позиция в чартах | Высшая позиция в чартах | Сертификация (пороги продаж) | Альбом                    | П       |
| Год                                                         | Сингл                       | US Hot 100              | US Main                 | US Alt                  | GB                      | AU                      | AT                      | DE                      | IE                      | IT                      | CA                      | NL                      | NZ                      | NO                      | PT                      | FI                      | FR                      | CH                      | SE                      | VL                      | Сертификация (пороги продаж) | Альбом                    | П       |
| ----------------------------------------------------------- | --------------------------- | ----------------------- | ----------------------- | ----------------------- | ----------------------- | ----------------------- | ----------------------- | ----------------------- | ----------------------- | ----------------------- | ----------------------- | ----------------------- | ----------------------- | ----------------------- | ----------------------- | ----------------------- | ----------------------- | ----------------------- | ----------------------- | ----------------------- | --- | ------------------------- | ------- |
| 1988                                                        | «Love Buzz»                 | —                       | —                       | —                       | —                       | —                       | —                       | —                       | —                       | —                       | —                       | —                       | —                       | —                       | —                       | —                       | —                       | —                       | —                       | —                       | | Bleach                    | [ 136 ] |
| 1990                                                        | «Sliver»                    | —                       | —                       | 19                      | 77 [A]                  | —                       | —                       | —                       | 23 [A]                  | —                       | —                       | —                       | —                       | —                       | —                       | —                       | —                       | —                       | —                       | —                       | | Incesticide               | [ 138 ] |
| 1991                                                        | «Smells Like Teen Spirit»   | 6                       | 7                       | 1                       | 7                       | 5                       | 8                       | 2                       | 15                      | 3                       | 9                       | 3                       | 1                       | 2                       | 2                       | 8                       | 1                       | 6                       | 3                       | 1                       | Список - ARIA: 12xПлатиновый - PMB: 2xПлатиновый - BPI: 4xПлатиновый - BVMI: 2xПлатиновый - IFPI Danmark: 3xПлатиновый - PROMUSICAE: 3xПлатиновый - FIMI: 3xПлатиновый - MC: 8xПлатиновый - RIANZ: 6xПлатиновый - AFP: 3xПлатиновый - RIAA: Бриллиантовый - GLF: Золотой | Nevermind                 | [ 148 ] |
| 1992                                                        | «Come as You Are»           | 32                      | 3                       | 3                       | 9                       | 25                      | 28                      | 22                      | 7                       | 8                       | 27                      | 16                      | 3                       | —                       | 8                       | 8                       | 12                      | 21                      | 24                      | 15                      | Список - ARIA: 7xПлатиновый - PMB: Золотой - BPI: 2xПлатиновый - BVMI: Платиновый - PROMUSICAE: Платиновый - FIMI: Платиновый - RIANZ: 4xПлатиновый - RIAA: 5xПлатиновый - SNEP: Золотой                                                                                 | Nevermind                 | [ 150 ] |
| 1992                                                        | «Lithium»                   | 64                      | 16                      | 25                      | 11                      | 53                      | —                       | —                       | 5                       | 16                      | 83                      | 17                      | 28                      | —                       | 4                       | 1                       | —                       | —                       | —                       | 28                      | Список - ARIA: 3xПлатиновый - BPI: Платиновый - IFPI Danmark: Золотой - PROMUSICAE: Золотой - FIMI: Золотой - RIANZ: 2xПлатиновый - RIAA: 3xПлатиновый | Nevermind                 | [ 154 ] |
| 1992                                                        | «In Bloom»                  | —                       | 5                       | —                       | 28                      | 73                      | —                       | —                       | 7                       | —                       | —                       | 87                      | 20                      | —                       | 10                      | 16                      | —                       | —                       | 30                      | —                       | Список - ARIA: Платиновый - BPI: Золотой - RIANZ: Платиновый - RIAA: 2xПлатиновый | Nevermind                 | [ 158 ] |
| 1993                                                        | «Heart-Shaped Box»          | —                       | 4                       | 1                       | 5                       | 21                      | —                       | —                       | 6                       | —                       | 17                      | 36                      | 9                       | —                       | 4                       | 9                       | 37                      | —                       | 16                      | 31                      | Список - ARIA: 3xПлатиновый - PMB: Золотой - BPI: Платиновый - PROMUSICAE: Золотой - RIANZ: 2xПлатиновый - RIAA: 3xПлатиновый | In Utero                  | [ 160 ] |
| 1993                                                        | «All Apologies» / «Rape Me» | —                       | 4                       | 1                       | 32                      | 58                      | —                       | —                       | 20                      | —                       | 41                      | —                       | 32                      | —                       | —                       | —                       | 20                      | —                       | —                       | —                       | Список - ARIA: Платиновый / Золотой - BPI: Серебряный / Серебряный - RIANZ: Платиновый / Золотой - RIAA: Платиновый / Платиновый | In Utero                  | [ 163 ] |
| 1994                                                        | «Pennyroyal Tea»            | —                       | —                       | —                       | 121                     | —                       | —                       | —                       | —                       | —                       | —                       | —                       | —                       | —                       | —                       | —                       | —                       | —                       | —                       | —                       | Список - ARIA: Золотой | In Utero                  | [ 166 ] |
| 2014                                                        | «Pennyroyal Tea»            | —                       | —                       | —                       | 121                     | —                       | —                       | —                       | —                       | —                       | —                       | —                       | —                       | —                       | —                       | —                       | —                       | —                       | —                       | —                       | Список - ARIA: Золотой | In Utero                  | [ 167 ] |
| 1994                                                        | «About a Girl»              | —                       | 3                       | 1                       | 185                     | 4                       | —                       | —                       | —                       | 20                      | 10                      | 22                      | —                       | —                       | —                       | 8                       | 23                      | —                       | 20                      | 13                      | Список - ARIA: Платиновый - BPI: Золотой - PROMUSICAE: Золотой - FIMI: Золотой - RIANZ: Платиновый | MTV Unplugged in New York | [ 169 ] |
| 2002                                                        | «You Know You’re Right»     | 45                      | 1                       | 1                       | —                       | —                       | —                       | —                       | —                       | —                       | —                       | —                       | —                       | —                       | —                       | —                       | —                       | —                       | —                       | —                       | Список - ARIA: Золотой - RIAA: Золотой | Nirvana                   | [ 170 ] |
| «—» обозначает, что сингл не попал в хит-парад этой страны. |                             |                         |                         |                         |                         |                         |                         |                         |                         |                         |                         |                         |                         |                         |                         |                         |                         |                         |                         |                         | |                           |         |

- A↑ ↑ Позиция сингла в 1992 году.

### Промосинглы
| Год                                                         | Сингл                            | Высшая позиция в чартах | Высшая позиция в чартах | Высшая позиция в чартах | Высшая позиция в чартах | Высшая позиция в чартах | Сертификация (пороги продаж)                                                                                        | Альбом                              | П       |
| Год                                                         | Сингл                            | US Main                 | US Alt                  | IS                      | CA                      | VL                      | Сертификация (пороги продаж)                                                                                        | Альбом                              | П       |
| ----------------------------------------------------------- | -------------------------------- | ----------------------- | ----------------------- | ----------------------- | ----------------------- | ----------------------- | --- | ----------------------------------- | ------- |
| 1991                                                        | «On a Plain»                     | —                       | 25                      | —                       | —                       | —                       | Список - ARIA: Золотой                                                                                              | Nevermind                           | [ 174 ] |
| 1992                                                        | «Molly’s Lips»                   | —                       | —                       | —                       | —                       | —                       | | Incesticide                         | [ 175 ] |
| 1994                                                        | «All Apologies»                  | —                       | —                       | —                       | —                       | —                       | | MTV Unplugged in New York           | [ 176 ] |
| 1994                                                        | «Polly»                          | —                       | —                       | —                       | —                       | —                       | Список - ARIA: Платиновый - BPI: Серебряный - RIANZ: Золотой - RIAA: Золотой                                        | MTV Unplugged in New York           | [ 178 ] |
| 1994                                                        | «Where Did You Sleep Last Night» | —                       | —                       | —                       | —                       | —                       | Список - ARIA: Платиновый - BPI: Серебряный - RIANZ: Золотой                                                        | MTV Unplugged in New York           | [ 180 ] |
| 1995                                                        | «The Man Who Sold The World»     | 12                      | 6                       | 2                       | 22                      | 40                      | Список - ARIA: 2xПлатиновый - BPI: Золотой - PMB: Золотой - PROMUSICAE: Золотой - FIMI: Золотой - RIANZ: Платиновый | MTV Unplugged in New York           | [ 182 ] |
| 1995                                                        | «Lake of Fire»                   | 22                      | —                       | —                       | —                       | —                       | Список - ARIA: Золотой - RIANZ: Золотой                                                                             | MTV Unplugged in New York           | [ 183 ] |
| 1996                                                        | «Aneurysm»                       | 11                      | 13                      | —                       | 49                      | —                       | | From the Muddy Banks of the Wishkah | [ 184 ] |
| 1996                                                        | «Drain You»                      | —                       | —                       | —                       | —                       | —                       | Список - ARIA: Золотой - BPI: Серебряный - RIAA: Золотой                                                            | From the Muddy Banks of the Wishkah | [ 186 ] |
| «—» обозначает, что сингл не попал в хит-парад этой страны. |                                  |                         |                         |                         |                         |                         | |                                     |         |

### Сплит-синглы
| Год                                                         | Сингл                                              | Высшая позиция в чартах | Высшая позиция в чартах | П       |
| Год                                                         | Сингл                                              | GB                      | AU                      | П       |
| ----------------------------------------------------------- | -------------------------------------------------- | ----------------------- | ----------------------- | ------- |
| 1991                                                        | «Candy» / «Molly’s Lips» (с The Fluid)             | —                       | —                       | [ 188 ] |
| 1991                                                        | «Here She Comes Now» / «Venus in Furs» (с Melvins) | —                       | —                       | [ 189 ] |
| 1993                                                        | «Puss» / «Oh, the Guilt» (с The Jesus Lizard)      | 12                      | 3                       | [ 190 ] |
| «—» обозначает, что сингл не попал в хит-парад этой страны. |                                                    |                         |                         |         |

## Видеоальбомы
| Год                                                               | Название | Высшая позиция | Высшая позиция | Высшая позиция | Высшая позиция | Высшая позиция | Высшая позиция | Высшая позиция | Высшая позиция | Высшая позиция | Высшая позиция | Высшая позиция | Высшая позиция | Высшая позиция | Сертификация                                                     | П       |
| Год                                                               | Название | US             | GB             | AU             | AT             | HU             | DE             | ES             | NL             | FR             | CH             | SE             | VL             | WA             | Сертификация                                                     | П       |
| ----------------------------------------------------------------- | --- | -------------- | -------------- | -------------- | -------------- | -------------- | -------------- | -------------- | -------------- | -------------- | -------------- | -------------- | -------------- | -------------- | ---------------------------------------------------------------- | ------- |
| 1994                                                              | Live! Tonight! Sold Out!! Детали - Дата выпуска: 15 ноября 1994 - Лейбл: Geffen - Формат: VHS, DVD, LaserDisc            | 1              | 2              | 1              | —              | —              | —              | —              | —              | —              | —              | —              | —              | —              | Список - MC: 2xПлатиновый - RIAA: 3xПлатиновый                   | [ 201 ] |
| 2004                                                              | With the Lights Out Детали - Дата выпуска: 23 ноября 2004 - Лейбл: DGC - Формат: 3×CD+DVD box set                        | 3              | —              | —              | —              | —              | —              | —              | —              | —              | —              | —              | —              | —              |                                                                  | [ 202 ] |
| 2005                                                              | Classic Albums: Nirvana – Nevermind Детали - Дата выпуска: 22 марта 2005 - Лейбл: Eagle Rock Entertainment - Формат: DVD | 4              | 6              | 13             | 4              | —              | 91             | —              | —              | —              | —              | 17             | —              | 9              | Список - ARIA: Платиновый - RIAA: Платиновый                     | [ 204 ] |
| 2006                                                              | Live! Tonight! Sold Out!! (переиздание)Детали - Дата выпуска: 7 ноября 2006 - Лейбл: Geffen - Формат: DVD                | 4              | 11             | 9              | 7              | —              | —              | 10             | —              | —              | —              | —              | —              | —              | Список - ARIA: Платиновый - BPI: 2xПлатиновый                    | [ 207 ] |
| 2007                                                              | MTV Unplugged in New York Детали - Дата выпуска: 20 ноября 2007 - Лейбл: DGC - Формат: DVD                               | 6              | 3              | 3              | 8              | 17             | —              | 10             | 8              | —              | 8              | 20             | 3              | 7              | Список - ARIA: Платиновый - BPI: Платиновый - RIAA: 7xПлатиновый | [ 209 ] |
| 2009                                                              | Live at Reading Детали - Дата выпуска: 2 ноября 2009 - Лейбл: DGC - Формат: DVD                                          | 1              | —              | 4              | 3              | 11             | —              | 8              | 25             | 14             | 6              | 16             | 1              | 1              | Список - ARIA: Платиновый                                        | [ 211 ] |
| 2011                                                              | Live at the Paramount Детали - Дата выпуска: 27 сентября 2011 - Лейблы: DGC, UMe - Формат: DVD                           | 1              | 4              | 1              | 3              | —              | —              | 10             | 4              | 2              | 4              | 6              | 2              | 4              | Список - ARIA: Золотой                                           | [ 213 ] |
| 2013                                                              | Live and Loud Детали - Дата выпуска: 23 сентября 2013 - Лейблы: DGC, Universal - Формат: DVD                             | 1              | 7              | 2              | 7              | —              | —              | 16             | 16             | 2              | —              | 13             | 8              | 2              |                                                                  | [ 214 ] |
| «—» обозначает, что видеоальбом не попал в хит-парад этой страны. | |                |                |                |                |                |                |                |                |                |                |                |                |                |                                                                  |         |

## Видеоклипы
Данный раздел списка составлен на основе информации с сайта imvdb.com.
| Год  | Название                           | Режиссёр(-ы)              | Альбом                         |
| ---- | ---------------------------------- | ------------------------- | ------------------------------ |
| 1990 | «In Bloom» (альтернативная версия) | Стив Браун                | Sub Pop Video Network Volume 1 |
| 1991 | «Smells Like Teen Spirit»          | Сэмюэль Байер             | Nevermind                      |
| 1992 | «Come as You Are»                  | Кевин Керслейк            | Nevermind                      |
| 1992 | «Lithium»                          | Кевин Керслейк Марк Ракко | Nevermind                      |
| 1992 | «In Bloom»                         | Кевин Керслейк            | Nevermind                      |
| 1993 | «Sliver»                           | Кевин Керслейк            | Incesticide                    |
| 1993 | «Heart-Shaped Box»                 | Антон Корбейн             | In Utero                       |
| 2002 | «You Know You’re Right»            | Крис Хафнер               | Nirvana                        |
| 2023 | «Dumb»                             | RuffMercy                 | In Utero                       |

## Прочие появления
| Год  | Релиз                                                | Комментарий |
| ---- | ---------------------------------------------------- | --- |
| 1988 | Sub Pop 200                                          | Сборник содержит композиции рок-групп Сиэтла, в том числе песню Nirvana «Spank Thru».                                         |
| 1989 | Teriyaki Asthma                                      | Сборник содержит композицию «Mexican Seafood».                                                                                |
| 1990 | Hard to Believe: A Kiss Covers Compilation           | Трибьют-альбом с кавер-версиями песен группы Kiss содержит песню «Do You Love Me» в исполнении Nirvana.                       |
| 1990 | Heaven & Hell: A Tribute to The Velvet Underground   | Трибьют-альбом с кавер-версиями песен группы The Velvet Underground содержит песню «Here She Comes Now» в исполнении Nirvana. |
| 1991 | Kill Rock Stars                                      | Сборник содержит композицию «Beeswax».                                                                                        |
| 1991 | The Grunge Years                                     | Сборник содержит композицию «Dive».                                                                                           |
| 1992 | Eight Songs for Greg Sage and the Wipers             | Трибьют-альбом с кавер-версиями песен группы Wipers содержит песню «Return of the Rat» в исполнении Nirvana.                  |
| 1993 | The Beavis and Butt-head Experience                  | Сборник содержит композицию «I Hate Myself and Want to Die».                                                                  |
| 1993 | No Alternative                                       | Сборник содержит скрытую композицию «Sappy», которая была переименована перед релизом в «Verse Chorus Verse».                 |
| 1994 | DGC Rarities Vol. 1                                  | Сборник содержит композицию «Pay to Play» (ранняя версия песни «Stay Away»).                                                  |
| 1996 | Home Alive: The Art of Self Defense                  | Сборник содержит композицию «Radio Friendly Unit Shifter», которая была записана в 1994 году на концерте в Гренобле, Франция. |
| 1999 | Saturday Night Live: The Musical Performances Vol. 2 | Сборник живых выступлений с передачи Saturday Night Live содержит запись «Rape Me».                                           |